# لوید لوین
لوید لوین (انگلیسی: Lloyd Levin)؛ (زادهٔ ۱ ژانویهٔ ۱۹۵۸) یک تهیه‌کننده اهل ایالات متحده آمریکا است.
او بومی پاراموس نیوجرسی است و در همان‌جا از دبیرستان پاراموس در سال ۱۹۷۶ فارغ‌التحصیل شد.
او با فیلم یونایتد ۹۳ موفق به کسب جایزهٔ بهترین فیلم انجمن منتقدان فیلم آنلاین شد. با همین فیلم در جشنواره بفتا نیز نامزد شد. همچنین با فیلم شب‌های عیاشی کاندید جایزه ستلایت گردید.

## فیلم‌شناسی
- The Wrong Guys (۱۹۸۸) (تهیه‌کننده)
- جان‌سخت (۱۹۸۸) (تهیه‌کننده)
- زندان (۱۹۸۹) (تهیه‌کننده)
- سرزمین رؤیاها (۱۹۸۹) (تهیه‌کننده)
- کی-۹ (۱۹۸۹) (تهیه‌کننده)
- غارتگر ۲ (۱۹۹۰) (مدیر اجرایی تولید)
- جان‌سخت ۲ (۱۹۹۰) (مدیر اجرایی تولید)
- The Rocketeer (۱۹۹۱)
- Used People (۱۹۹۲) (مدیر اجرایی تولید)
- متعلق به شیطان (۱۹۹۷) (مدیر اجرایی تولید)
- افق رویداد (۱۹۹۷)
- شب‌های عیاشی (۱۹۹۷)
- مردان اسرارآمیز (۱۹۹۹)
- K-PAX (۲۰۰۱)
- لارا کرافت: مهاجم مقبره (۲۰۰۱)
- لارا کرافت مهاجم مقبره: گهواره حیات (۲۰۰۳)
- پسر جهنمی (۲۰۰۴)
- یونایتد ۹۳ (۲۰۰۶)
- Hellboy: Sword of Storms (۲۰۰۶) (مدیر اجرایی تولید)
- Hellboy: Blood and Iron (۲۰۰۷) (مدیر اجرایی تولید)
- پسر جهنمی ۲: ارتش طلایی (۲۰۰۸)
- نگهبانان (۲۰۰۹)
- منطقه سبز (۲۰۱۰)